# Birnförmiges Blasenmützenmoos

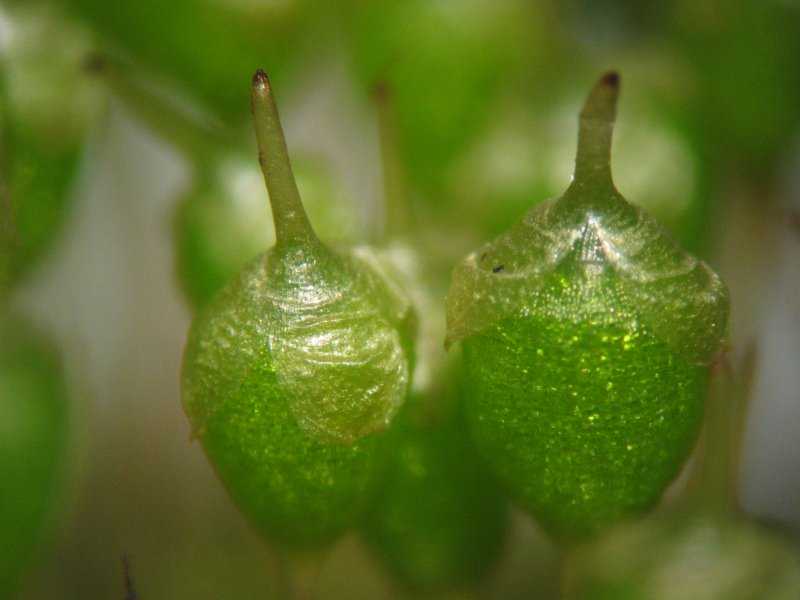
Kalyptra und Kapsel (30× vergrößert)

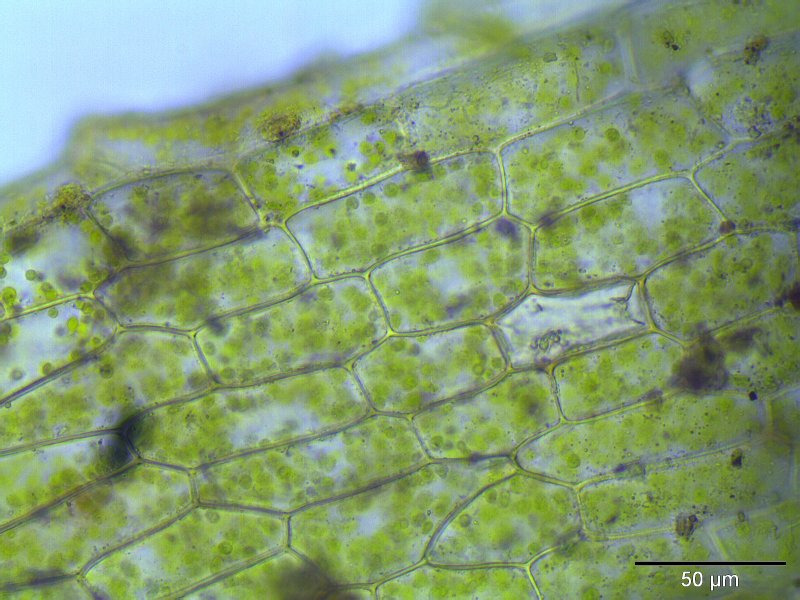
Laminazellen, 400× vergrößert

Das Birnförmige Blasenmützenmoos (Physcomitrium pyriforme) ist ein zerstreut vorkommendes, unbeständiges, kurzlebiges Pioniermoos, das in kleinen Gruppen oder einzeln wächst. Die Antheridien und Archegonien befinden sich an verschiedenen Ästen an derselben Pflanze (autözisch).

## Erkennungsmerkmale
Das Moos bildet bis 1 cm hohe Pflänzchen, die blassgrün bis gelblich grün gefärbt sind. Die unteren Blätter sind klein, die oberen zunehmend größer und rosettenartig gehäuft. Sie stehen aufrecht bis sparrig ab, sind verkehrt eiförmig bis eiförmig lanzettlich und scharf zugespitzt. Die Blattränder sind im oberen Teil auffällig gesägt. Die Rippe endet unterhalb oder in der Blattspitze. Die rhombisch bis rechteckigen Laminazellen sind locker gestellt, dünnwandig und 20 bis 50 µm breit. Am Blattrand bildet sie nicht selten einen undeutlichen Saum aus längeren und schmaleren Zellen. Zudem gibt es oft deutlich differenzierte Gruppe von Zellen in der Nähe des Blattgrundes, die durchscheinend (hyalin), wasserhell und bereits mit der Lupe erkennbar sind. Die aufrechte Seta wird bis 14 mm lang. Sie trägt aufrechte Kapseln, die kugelig bis umgekehrt birnenförmig sind. Ihr Kapselhals ist kurz und dick. Ein Peristom ist nicht vorhanden. Der Kapseldeckel weist einen kurzen Schnabel auf. Die Kalyptra, die im unteren Teil tief in mehrere Lappen geteilt ist, ist mützenförmig und hat einen auffällig langen Schnabel. Die papillösen Sporen sind im Durchmesser 25 bis 45 µm. Eine Sporenreife erfolgt im Frühjahr bis Frühsommer. 

## Vorkommen
Das Birnförmige Blasenmützenmoos besiedelt lichtreiche, offene, feuchte bis nasse, basenreiche, oft kalkhaltige, basisch bis schwach saure, nährstoffreiche, teils gestörte Standorte. Es wächst auf lehmiger, toniger oder humoser Erde. Brachäcker, lückige Wiesen und Weiden, Gräben, gestörte Ruderalflächen, frische Erdablagerungen, Ufer von Gewässern, offenerdige Stellen in Auwäldern und Torfausstiche gehören zu den typischen Stellen. Häufiger wurde das Moos auch in Gartenbeeten, in Gewächshäusern und Blumentöpfen beobachtet.